# Martin Safirow
Martin Iwanow Safirow (bulgarisch Мартин Иванов Зафиров, wiss. Transliteration Martin Ivanov Zafirov;* 26. Dezember 1973) ist ein ehemaliger bulgarischer Fußballspieler.

## Karriere
Safirow spielte in Bulgarien für ZSKA Sofia und Spartak Warna, bevor er zur Saison 1997/98 in die Bundesliga zum Hamburger SV wechselte. Bei den Hanseaten gab er am 2. Spieltag sein Debüt, als er zu Beginn der zweiten Halbzeit eingewechselt wurde. Das Spiel gegen den VfL Wolfsburg endete 1:1. Für Safirow war das Spiel vorzeitig beendet, er sah nach einer Tätlichkeit in der 87. Spielminute die rote Karte. So kurz wie sein erster Einsatz war auch seine Karriere beim HSV. Nach der roten Karte absolvierte er kein Spiel mehr und wechselte bereits nach einem Jahr zurück nach Bulgarien zu Lokomotive Sofia. Danach spielte er noch für Spartak Warna, in Griechenland für ein halbes Jahr bei Akratitos Liosion, für Lokomotive Plowdiw und Tscherno More Warna.